# ساجينة ذربة

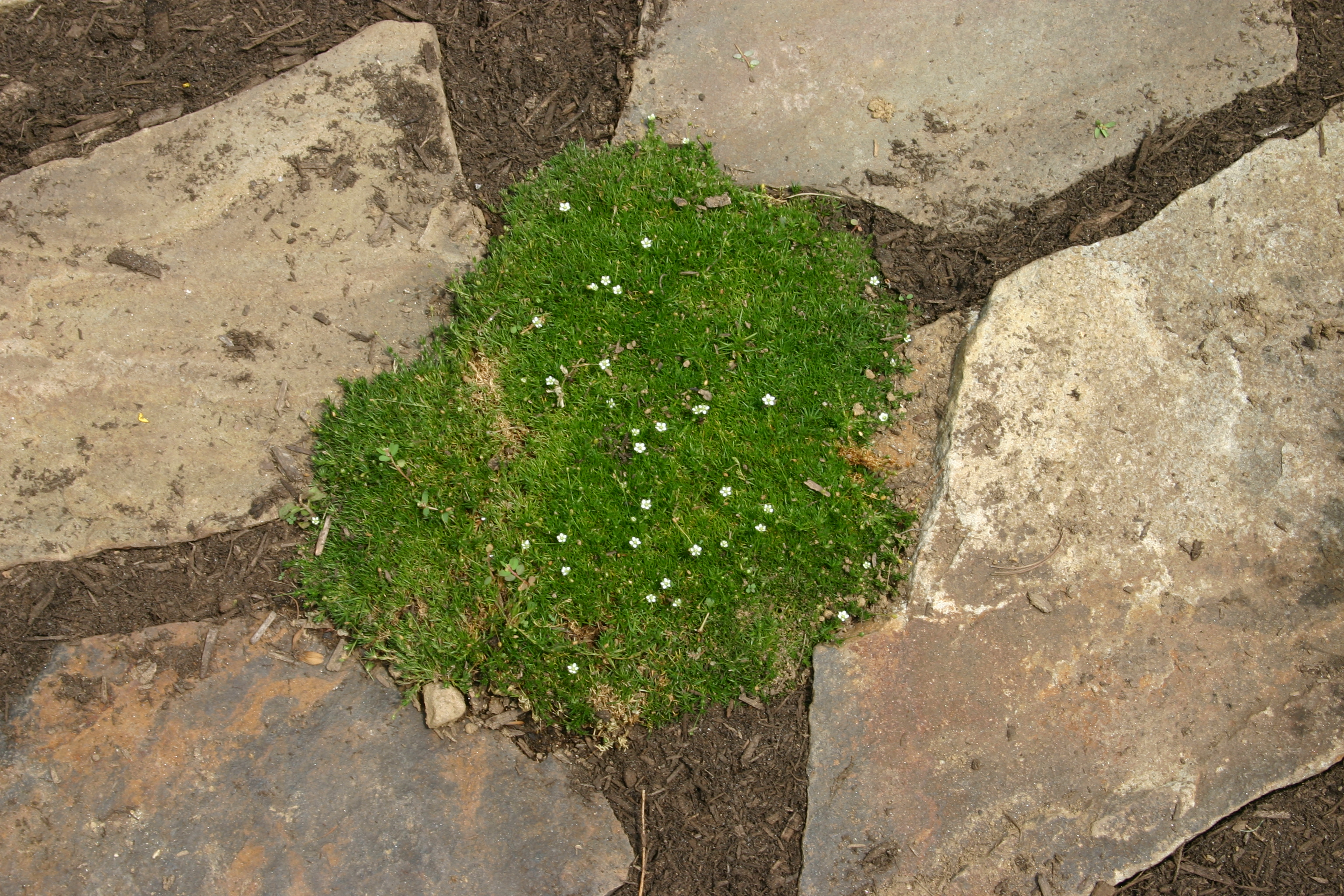

السَّاجِينَة الذَّرِبَة هو نوع من كاسيات البذور في الفصيلة القرنفلية من جنس مسمن (نبات). مهدها أوروبا، من إسلندا إلى إسبانيا ومن السويد إلى رومانيا. يوجد في التربة الرملية الجافة أو الحصوية.